# Moncrivello
Moncrivello – miejscowość i gmina we Włoszech, w regionie Piemont, w prowincji Vercelli.
Według danych na rok 2004 gminę zamieszkiwało 1476 osób, 73,8 os./km².